# Henri-Jacques Espérandieu
Henri-Jacques Espérandieu (Nîmes,  22 de  febrero de  1829 - Marsella, 11 de  noviembre de 1874), fue un arquitecto francés de familia protestante, que desarrolló toda su carrera en Marsella, donde creó algunos de los monumentos más famosos de la ciudad, incluida la famosa «Bonne mère» (Notre-Dame-de-la-Garde). Está enterrado en el cementerio protestante de Nîmes.

## Biografía
Henri Espérandieu nació en Nîmes el 22 de febrero de 1829 en una modesta familia protestante. Fue colocado primero en la escuela mutua protestante donde destacó por su arduo trabajo. En 1840, su padre le consiguió una beca para ingresar en el Colegio Real de Nîmes donde demostró su gusto por el dibujo y las matemáticas.
Observa los trabajos de construcción de la iglesia de Saint-Paul en Nîmes ubicada cerca de la casa de su padre, lo que desencadena su vocación por ser arquitecto. Los trabajos de construcción de esa iglesia se llevaron a cabo bajo la dirección de Charles-Auguste Questel, miembro del Instituto y arquitecto del palacio de Versalles. Su padre logró ponerse en contacto con Questel, quien se comprometió a incorporar al joven Espérandieu a un estudio de arquitectura parisino.
El 23 de octubre de 1845 dejó Nîmes para ir a París con su amigo Ernest Roussel. Se quedó con su tío, maître d'hôtel en París, y en octubre de 1845 entró en el estudio de Léon Vaudoyer. Ese contacto con el taller fue uno de los más felices para él; escribiría: «Es un verdadero placer trabajar en estos talleres... donde los más fuertes acuden en ayuda de los más débiles.»  El 16 de diciembre de 1846 se recibió primero en la Escuela de Bellas Artes de París. Realizó estudios remunerados para aligerar la carga económica de su padre. Proyectó una estación, un puente colgante, una casa de campo, etc.
A partir de 1850, Questel lo incorporó a su agencia y lo asoció con la finalización de los dibujos finales para la iglesia de Saint-Paul en Nîmes. Questel, a cargo del mantenimiento del dominio de Versalles y de las modificaciones a realizar en el château, lo asocia a las obras y al seguimiento de las obras.
A partir de mayo de 1852, dividió su tiempo entre los talleres de Questel y de Vaudoyer. Este último era el responsable de la construcción de la  catedral de Santa María la Mayor en Marsella, cuya primera piedra se colocó el 26 de septiembre de 1852. Le ofreció a Espérandieu que fuese su representante en el lugar. El nombramiento oficial de Espérandieu como inspector de las obras de la catedral no se hará hasta  22 de mayo de 1854: fue el comienzo de su brillante carrera como arquitecto en Marsella donde se instaló definitivamente en 1855.
Cabe señalar que su ciudad natal nunca le ofrecerá la oportunidad de realizar ningún edificio; su interesantísimo proyecto para la iglesia de Saint-Baudile en Nîmes lamentablemente será rechazado por un jurado (católico) cuya objetividad puede ser puesta en duda.

## Distinciones y muerte
Por decreto de agosto de 1868 fue nombrado caballero de la Legión de Honor.
Murió el 11 de noviembre de 1874, con tan solo 45 años, tras una herida en el pecho contraída en las criptas de Notre-Dame de la Garde. Sus restos mortales fueron trasladados desde su domicilio, situado en la rue Saint-Ferréol, n.º 59, a la Estación de San Carlos para ser enterrados en el cementerio protestante de Nîmes, donde su amigo de la infancia, Ernest Roussel, pronunció el elogio. Una calle de Marsella, cerca del Palais Longchamp, lleva su nombre, al igual que un barco de la línea del Frioul.
En el patio principal del palacio de las Artes se encuentra un monumento a su memoria consistente en su busto esculpido por André-Joseph Allar colocado sobre un pedestal decorado con medallones que representan sus principales obras (Notre-Dame-de-la-Garde, Palais Longchamp, Palais des Arts) y realizada por Joseph Letz.

## Sus realizaciones
Sus principales realizaciones son las siguientes:

### Catedral de la Mayor

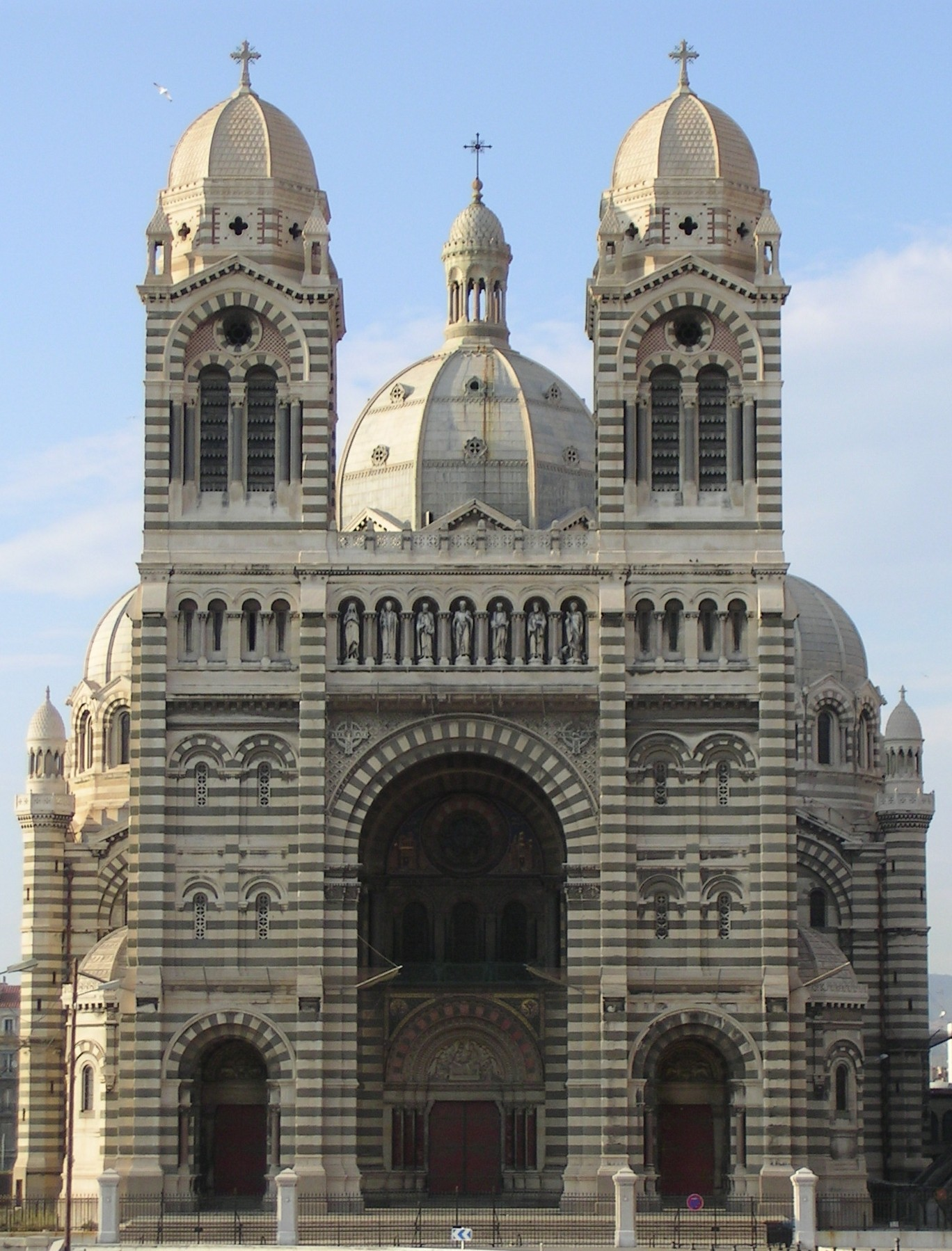
Vista de la basílica catedral de Santa María la Mayor (1852-1893)

Henri Espérandieu fue el director de las obras de construcción de la  catedral de Santa María la Mayor. A la muerte del arquitecto Vaudoyer el 9 de febrero de 1872 él estuvo a cargo de la continuación del trabajo, pero sobrevivirá solo dos años a su maestro.

### Palacio Longchamp

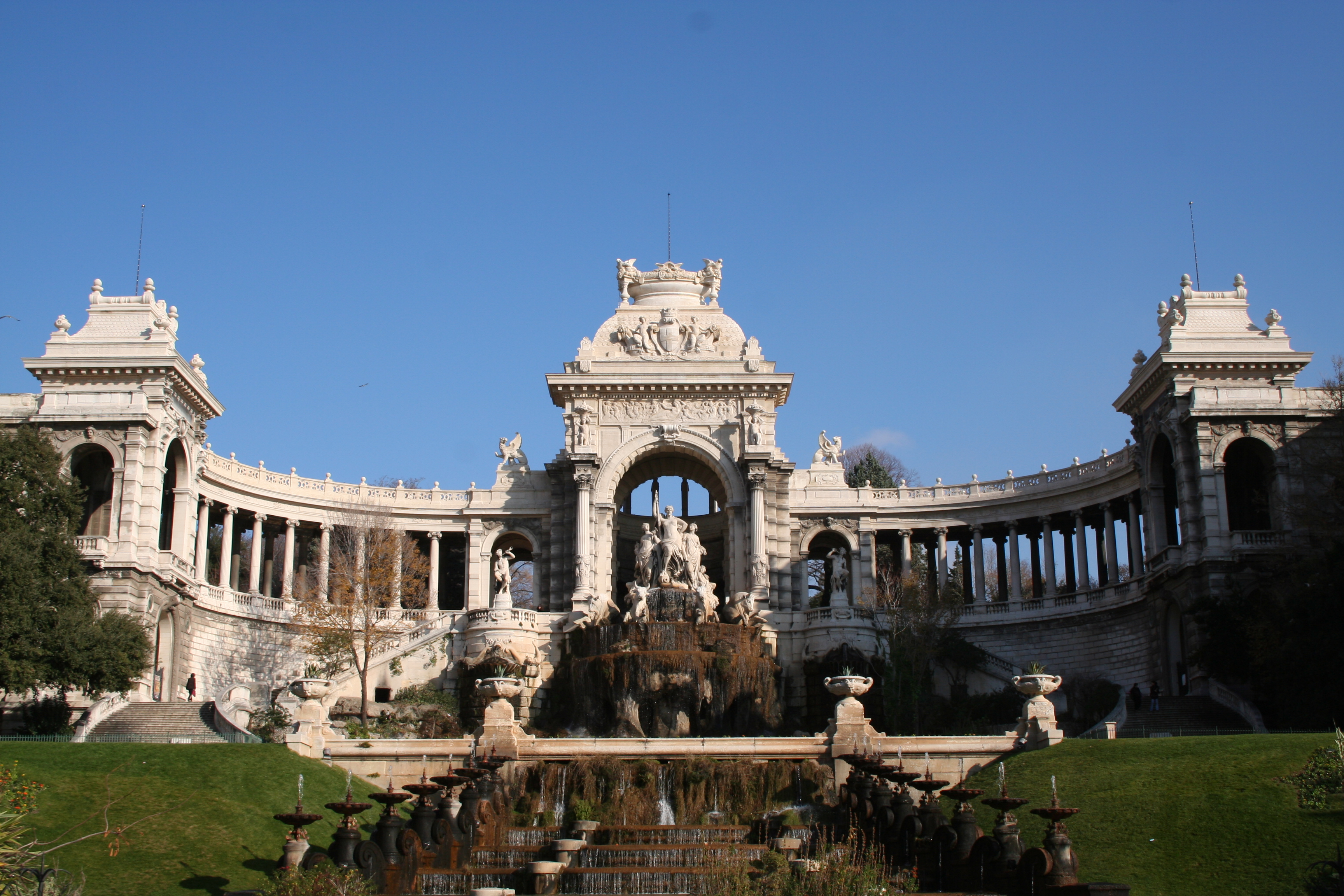
Palacio Longchamp (1839-1869)

Henri Espérandieu fue el diseñador y director del Palacio Longchamp, un edificio que era un pabellón-torre de agua —«château de agua»—, el Museo de Bellas Artes (en el ala izquierda) y el Museo de Historia Natural (en el ala derecha).
Un primer proyecto lo llevó a cabo Jean-Charles Danjoy que recibió el encargo del Château Pastré. A principios de 1859, el alcalde Jean-François Honnorat  le pidió al escultor Frédéric Auguste Bartholdi, que acababa de ganar un concurso para una fuente en Burdeos, que hiciera un proyecto; se harán cuatro propuestas, pero ninguna será aceptada. Después de pensar en llamar a Pascal Coste, el alcalde  Onfroy se dirigió en agosto de 1861 al joven arquitecto Henri Espérandieu que llevará a cabo su gran obra. El desalojo de Bartholdi dará lugar a violentas polémicas; éste pone en práctica todas las relaciones que tenía con la prensa parisina para ser reconocida su paternidad de este monumento, una de las obras maestras de la arquitectura del siglo XIX. Si bien su causa fue defendida por maestros de la toga (Raymond Poincaré) Bartholdi fue destituido por todas las jurisdicciones; el abogado de Espérandieu fue Ludovic Legré.

### Notre-Dame de la Garde

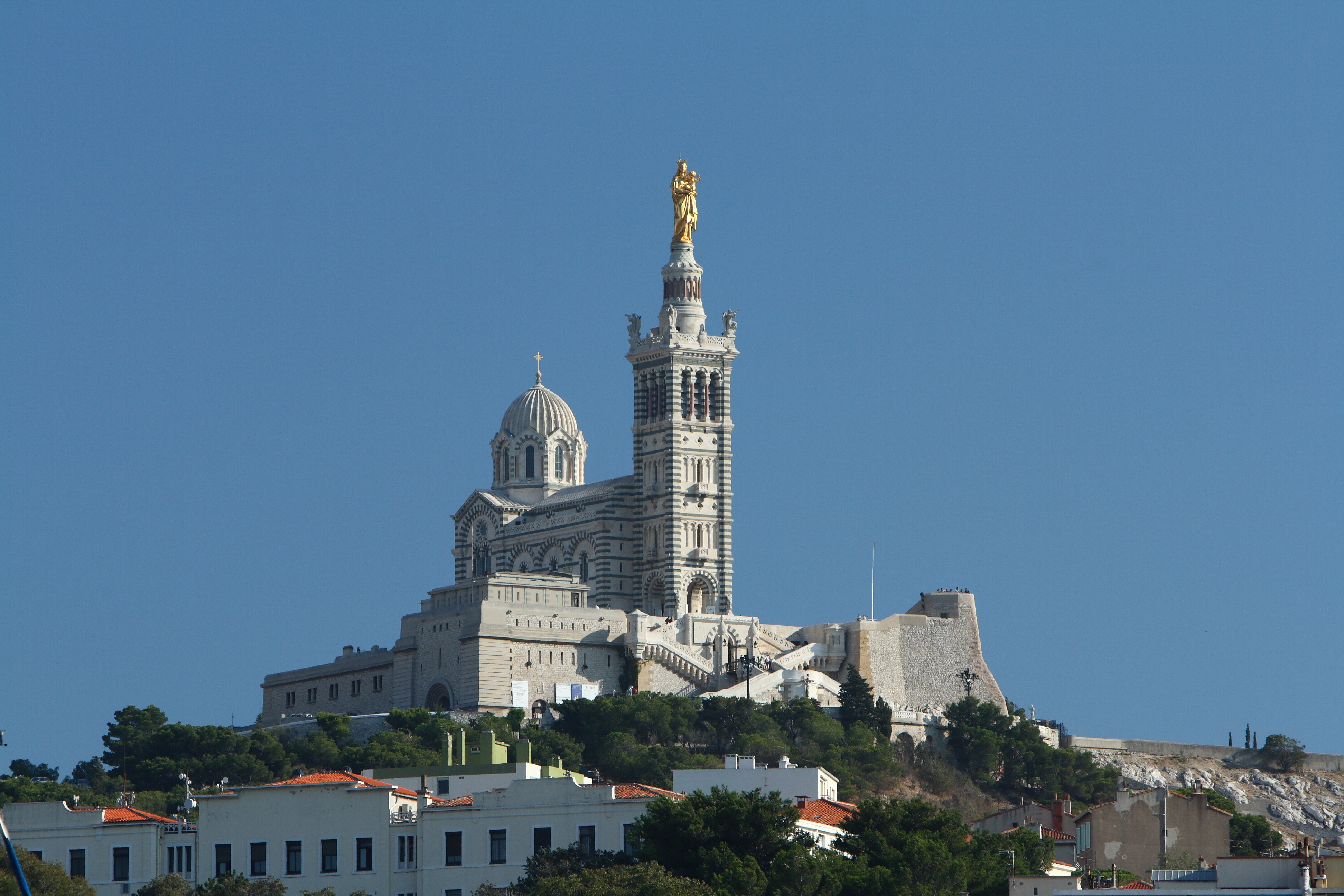
La Basílica de Notre-Dame de la Garde

La construcción de la basílica de Notre-Dame de la Garde (1853-1864) duró 21 años y el edificio aún estaba sin terminar cuando murió el arquitecto. Esta construcción, que inicialmente iba a ser sólo una ampliación de la capilla medieval, se transformó, a petición del padre Bernardo, capellán y administrador del santuario, en la creación de un nuevo santuario. El 30 de diciembre de 1852,  el consejo de administración, presidido por el obispo Eugène de Mazenod, aprobó el proyecto «románico bizantino» presentado por el taller de Vaudoyer. De hecho, los planos fueron elaborados por Espérandieu y Léon Vaudoyer simplemente había actuado como nominado. Probablemente la razón fuera que Vaudoyer temía que a su alumno y colaborador se le reprochara su corta edad, su falta de notoriedad, pero también y sobre todo su religión protestante. Léon Vaudoyer lo confirmará en una carta:

Soy completamente ajeno al diseño como a la ejecución de este monumento del que Espérandieu es el único y verdadero autor
Je suis entièrement étranger à la conception comme à l’exécution de ce monument dont Espérandieu est le seul et véritable auteur
François Hildesheimer, Notre-Dame de la Garde

### El palacio de las Artes

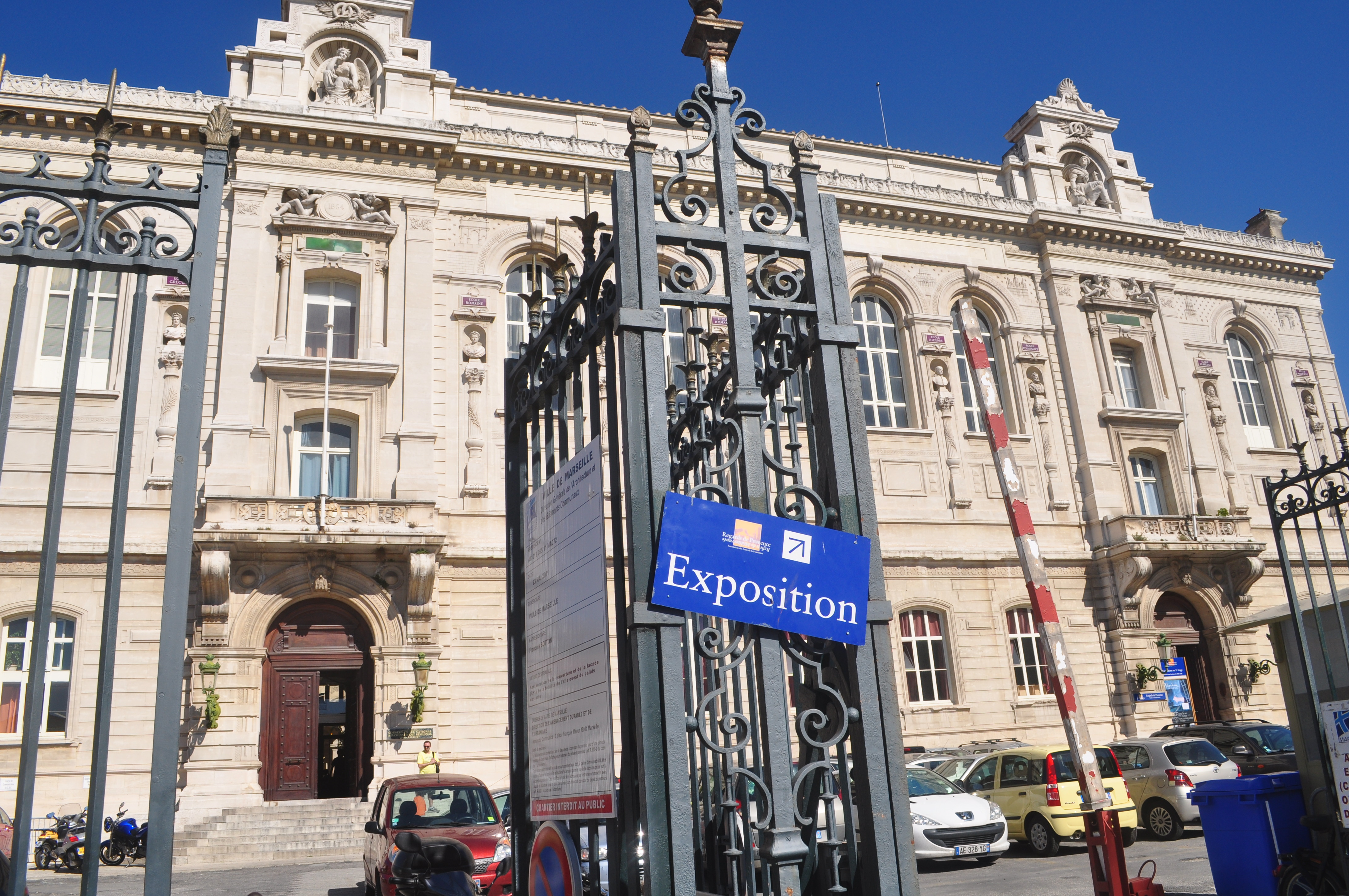
Palais des Arts (1864-1874)

La construcción del Palais des Arts fue decidido por deliberación del consejo municipal de 7 de marzo de 1859. El autor del proyecto fue Espérandieu que tendrá como director de obra a Gaudensi Allar, hermano mayor del escultor André-Joseph Allar.

### La Virgen dorada

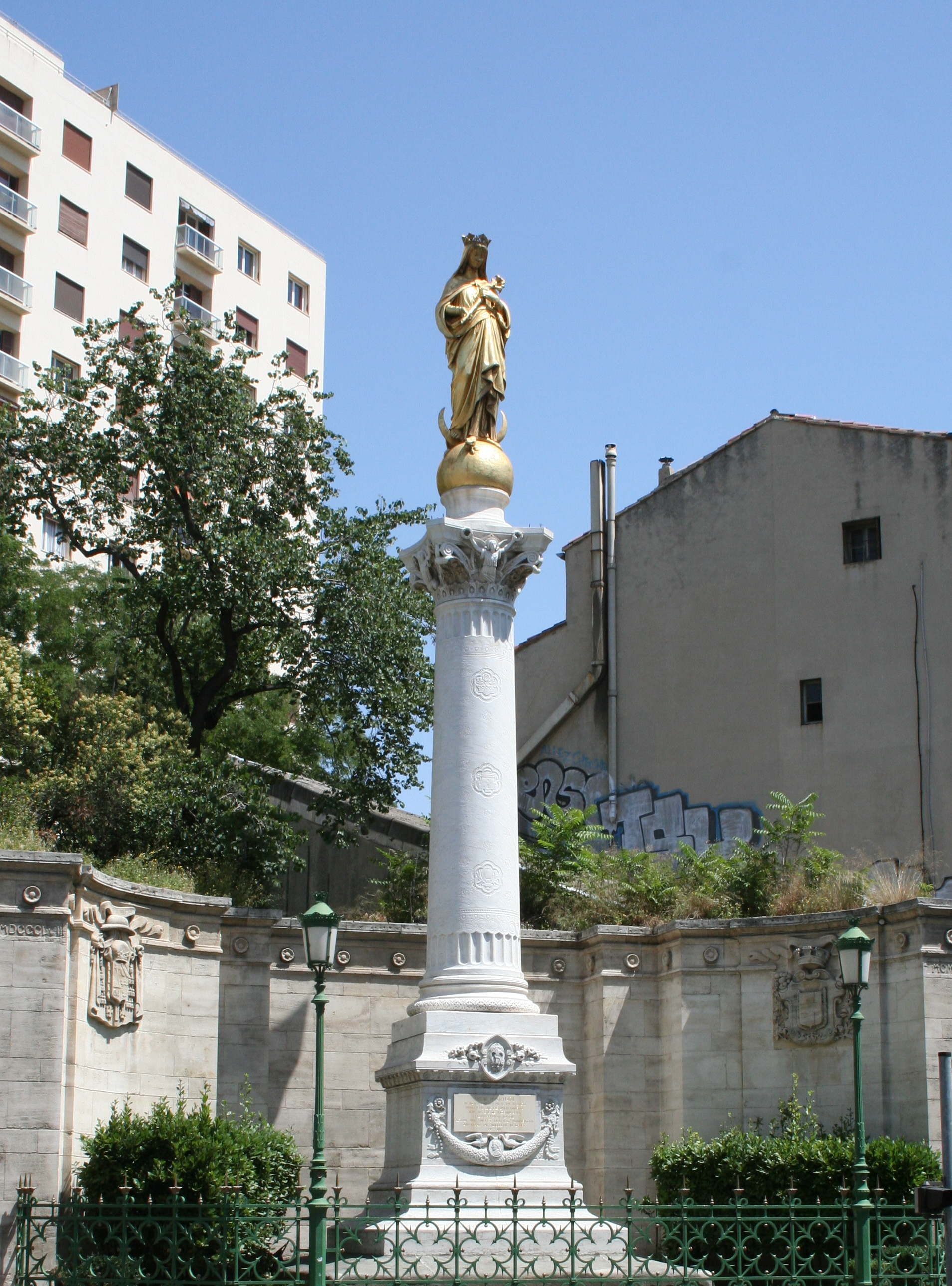
Monumento de la Virgen Dorada (1857)

El monumento de la Virgen Dorada fue erigido para celebrar el dogma de la Inmaculada Concepción. Espérandieu trazó los planos de este monumento que se colocó al final del boulevard de Atenas y luego se trasladó a la esquina de la calle de los Heroes y el boulevard Voltaire para dejar espacio a la Estación de San Carlos y su escalera monumental.

## Dibujos arquitectónicos
- Monument à l'industrie, grafito, pluma, tinta negra y acuarela, Alt. 43,3; L. 26,2 cm.[6] Paris, Beaux-Arts[7] Concurso de emulación  de la ENSBA de 1851.